# Fisklösarna (Solleröns socken, Dalarna, 673751-142561)
Fisklösarna är en sjö i Mora kommun i Dalarna och ingår i Dalälvens huvudavrinningsområde. Sjön har en area på 0,172 kvadratkilometer och ligger 412,3 meter över havet. Sjön avvattnas av vattendraget Mångån (Oloksån).

## Delavrinningsområde
Fisklösarna ingår i det delavrinningsområde (673810-142604) som SMHI kallar för Ovan Oradtjärnsbäcken. Medelhöjden är 433 meter över havet och ytan är 5,49 kvadratkilometer. Det finns inga avrinningsområden uppströms utan avrinningsområdet är högsta punkten. Mångån (Oloksån) som avvattnar avrinningsområdet har biflödesordning 2, vilket innebär att vattnet flödar genom totalt 2 vattendrag innan det når havet efter 324 kilometer. Avrinningsområdet består mestadels av skog (81 procent). Avrinningsområdet har 0,4 kvadratkilometer vattenytor vilket ger det en sjöprocent på 7,2 procent.